# 克萊頓鎮區 (北卡羅萊納州約翰斯頓縣)
克萊頓鎮區（英語：Clayton Township）是位於美國北卡羅萊納州約翰斯頓縣的一個鎮區。

## 地方資料
克萊頓鎮區的面積為144.26平方千米，皆為陸地。根據2020年美國人口普查的數據，當地共有人口40474人，而人口密度為每平方千米280.56人。